# Year one (álbum)
Year one —en español: Año uno— es el primer álbum recopilatorio de la banda estadounidense Never Shout Never. Fue lanzado el 12 de abril de 2011 a través de Loveway Records. Contiene las canciones de los primeros EP de la banda.

## Lista de canciones
Todas las canciones escritas y compuestas por Christofer Drew. 
| N.º | Título               | Duración |  |
| 1.  | «Heregoesnothin»     | 3:24     |  |
| 2.  | «Bigcitydreams»      | 3:08     |  |
| 3.  | «Smelyalata»         | 2:32     |  |
| 4.  | «Dare4distance»      | 2:48     |  |
| 5.  | «Uraltalk»           | 3:10     |  |
| 6.  | «Trouble»            | 2:25     |  |
| 7.  | «Did it hurt?»       | 2:04     |  |
| 8.  | «Your biggest fan»   | 3:29     |  |
| 9.  | «30 days»            | 3:13     |  |
| 10. | «Smelyalata»         | 2:54     |  |
| 11. | «Myfriendjane»       | 2:52     |  |
| 12. | «Dare4distance»      | 2:54     |  |
| 13. | «Shesgotstyle»       | 3:35     |  |
| 14. | «Overtheyears»       | 2:55     |  |
| 15. | «Loversloveliarslie» | 3:35     |  |